# 무스 (가수)
무스(본명: 김상배, 1991년 4월 29일~)는 대한민국의 전직 가수이다.

## 방송 목록

### 예능
- 2015년 KBS 《출발드림팀 시즌 2》